# Sul più bello (Out of My League)
Sul più bello (Out of My League) è un singolo del cantante italiano Alfa, pubblicato il 16 luglio 2020 con doppia etichetta Wanderlust Society e Artist First come secondo estratto dal secondo album in studio Nord.

## Descrizione
Il brano, scritto dallo stesso Alfa, è prodotto da Yanomi e incluso nella colonna sonora del film omonimo diretto da Alice Filippi, uscito nelle sale il 21 ottobre 2020.

## Video musicale
Il video musicale, diretto da Nicholas Baldini, è stato pubblicato in anteprima il 28 luglio 2020 attraverso il canale YouTube di Alfa e ha visto la partecipazione degli attori Giuseppe Maggio, Ludovica Francesconi, Gaja Masciale, Jozef Gjura ed Eleonora Gaggero.

## Tracce
Testi di Andrea De Filippi, musiche di Andrea De Filippi, Lorenzo Milano.
1. Sul più bello (Out of My League) – 2:45

## Classifiche
| Classifica (2020) | Posizione massima |
| ----------------- | ----------------- |
| Italia            | 50                |

## Riconoscimenti
- Nastro d'argento
  - 2021 – Candidatura come miglior canzone originale[13]